# Isla Sonadia
Isla Sonadia (del bengalí: সোনাদিয়া দ্বীপ) es una isla pequeña de aproximadamente 9 km² ubicada en alta mar en el llamado distrito Cox's Bazaar, de la División Chittagong, al sureste de Bangladés.
Sonadia es visto como un puerto de aguas profundas potenciales en el golfo de Bengala que podría servir para lugares sin salida al mar de la India, Birmania y China.
Las conexiones ferroviarias aún no se han construido, y la cuestión de ancho aún no se ha resuelto teniendo los indicadores siguientes están en uso o posible uso:
- 1676mm - Bangladés, India.
- 1000mm - Bangladés, India, Birmania, Tailandia, etc
- 1435m - China.